# Hermann Lohrisch
Hermann Lohrisch (* 21. August 1922 in Chemnitz; † 15. August 2015 in Berlin) war ein deutscher Holzbildhauer, Zeichner und Aquarellmaler.

## Leben
Hermann Lohrisch wurde 1922 als eines von drei Kindern der Unternehmerin Margarete Kühn und des Architekten und Oberingenieurs Arnold Lohrisch in Chemnitz geboren. Seine Patentante war Margarete Junge, die 1907 als erste Frau eine Anstellung an der Königlich-Sächsischen Kunstgewerbeschule Dresden als Lehrerin für die neu gegründete Frauenklasse erhielt. Die beiden Unternehmerinnen Margarete Wendt und Margarete Kühn, Gründerinnen der Firma Wendt & Kühn, studierten bei Margarete Junge und blieben ihrer Lehrerin ein Leben lang freundschaftlich verbunden.
Hermann Lohrisch nahm im Alter von 14 Jahren auf Anregung von Margarete Junge eine Ausbildung an der staatlichen Fachschule für Holzschnitzerei in Oberammergau auf. Danach studierte er in Dresden an der von den Nationalsozialisten in „Staatliche Meisterschule des Handwerks“ umbenannten ehemaligen Kunstgewerbeschule Dresden. Er belegte u. a. die Fächer Architekturskulptur bei Rudolf Born und Zeichnen bei Walter Flemming. Während der Bombenangriffe auf Dresden hielt er im Keller der Kunstgewerbeschule Feuerwache und half beim Feuerlöschen.
Nach dem Zweiten Weltkrieg arbeitete er als freischaffender Bildhauer und Restaurator und zog 1946 in die Augustusburg. 1958 zog er nach Kleinmachnow und arbeitete im Bereich der Denkmalpflege und als Restaurator für das Märkische Museum in Berlin. Er erhielt zahlreiche Aufträge für freie künstlerische Arbeiten im kirchlichen Rahmen. Werke Hermann Lohrischs finden sich heute in verschiedenen Kirchen Brandenburgs. So besitzen z. B. die Dorfkirche Bardenitz einen Klappaltar von ihm aus den 1960er-Jahren, die Kirche Sankt Johannis in Luckenwalde ein 1964 geschaffenes Ehrenmal für die Opfer der Kriege und die Auferstehungskirche in Kleinmachnow mehrere Skulpturen von Lohrisch. Bilder Lohrischs befinden sich u. a. im Museum für Sächsische Volkskunst.
Im Jahr 2003 schenkte Hermann Lohrisch dem Archiv der Hochschule für Bildende Künste Dresden eine Mappe mit ca. 100 Handzeichnungen seiner Patentante Margarete Junge.

## Weitere Werke (Auswahl)
- Viktualienmarkt in München 1950 (Tempera; 1951 auf der Mittelsächsischen Kunstausstellung)

- Baustelle Stadtmitte (Öl; 1952 auf der Mittelsächsischen Kunstausstellung)

- Kinderkopf (1952, Federzeichnung)[4][5]
- Bildnis eines Knaben (1952, Federzeichnung)[6][5]
- Herrenporträt (1952, Federzeichnung)[7][5]
- Mädchen aus Siebenbürgen (1953, Federzeichnung)[8][5]

## Ausstellungen (unvollständig)
- 1955: Zwickau, Städtisches Museum (Personalausstellung)
- 1951 und 1952: Chemnitz, Schlossbergmuseum (Mittelsächsische Kunstausstellung)
- 1956: Glauchau, Städtisches Museum (Personalausstellung; „Bildnisse und Landschaften“)

- 1948: Chemnitz, Schlossberg-Museum, und Glauchau, Stadt- und Heimatmuseum Glauchau („Mittelsächsische Kunstausstellung“)[9]